# (1508) Kemi
(1508) Kemi – planetoida z grupy przecinających orbitę Marsa okrążająca Słońce w ciągu 4 lat i 224 dni w średniej odległości 2,77 j.a. Została odkryta 21 października 1938 roku w Obserwatorium Iso-Heikkilä w Turku przez Heikki Alikoskiego. Nazwa planetoidy pochodzi od Kemi, miasta w Finlandii. Przed nadaniem nazwy planetoida nosiła oznaczenie tymczasowe (1508) 1938 UP.